# Sam Hanks
Samuel Dwight „Sam“ Hanks (* 13. Juli 1914 in Columbus, Ohio; † 27. Juni 1994 in Pacific Palisades, Kalifornien) war ein US-amerikanischer Rennfahrer.

## Karriere
Ab Mitte der 1930er-Jahre zählte Hanks zu den aktivsten und vielseitigsten Piloten in den USA, er bestritt unter anderem Rennen mit Midget-Cars (Kleinstrennwagen), Tourenwagen und Champ Cars und gewann mehrere lokale und nationale Meisterschaften. 1953 gewann er die prestigeträchtige AAA-Meisterschaft, eine Vorvorgängerserie der IndyCar Series, unter anderem mit dem dritten Platz bei den Indianapolis 500. Auch in der NASCAR-Liga machte sich Hanks einen Namen.
1956 wurde er Zweiter in Indianapolis und krönte seine Karriere mit einem Sieg bei dem Indianapolis 500 1957, zu einer Zeit, als das Rennen auch Teil der Formel-1-Weltmeisterschaft war. Noch während des Siegerinterviews verkündete er seinen Rücktritt vom aktiven Motorsport, blieb jedoch als Funktionär weiterhin in diesem Sektor tätig. Er starb 1994 kurz vor seinem 80. Geburtstag.

## Statistik

### Grand-Prix-Siege
- 1957  Indianapolis 500 (Indianapolis)

### Indy-500-Ergebnisse
| Jahr | Startnr. | Start | Qual. (km/h) | Ergebnis | Runden | Führung | Ausfall                         |
| ---- | -------- | ----- | ------------ | -------- | ------ | ------- | ------------------------------- |
| 1940 | 28       | 14    | 198,028      | 13       | 192    |         |                                 |
| 1941 | 28       | DNQ   |              |          |        |         | Trainingsunfall                 |
| 1946 | 32       | 3     | 200,764      | 31       | 18     |         | Ölleitung                       |
| 1946 | 24       |       |              | 52       | 149    |         | fuhr Chitwoods Wagen Rd. 52-200 |
| 1947 | 54       | DNQ   |              |          | 0      |         |                                 |
| 1948 | 76       | 15    | 199,959      | 26       | 34     |         | Kupplung                        |
| 1949 | 35       | DNQ   |              |          |        |         |                                 |
| 1949 | 18       | 23    | 205,656      | 30       | 20     |         | Ölleck                          |
| 1950 | 23       | 25    | 211,755      | 30       | 42     |         | Öldruck                         |
| 1951 | 25       | 12    | 214,008      | 12       | 135    |         | Dreher                          |
| 1952 | 18       | 5     | 218,417      | 3        | 200    |         |                                 |
| 1953 | 3        | 9     | 221,313      | 32       | 151    | 3       | übergab an Carter               |
| 1954 | 1        | 10    | 222,054      | 203      | 112    | 1       | übergab an Davies               |
| 1954 | 45       |       |              | 115      | 11     |         | fuhr Cross’ Wagen Rd. 143-153   |
| 1955 | 8        | 6     | 225,288      | 19       | 134    |         | Kraftübertragung                |
| 1956 | 4        | 13    | 228,587      | 2        | 200    |         |                                 |
| 1957 | 9        | 13    | 229,810      | 1        | 200    | 136     |                                 |

| Legende  | Legende            | Legende                                                          |
| Farbe    | Abkürzung          | Bedeutung                                                        |
| -------- | ------------------ | ---------------------------------------------------------------- |
| Gold     | –                  | Sieg                                                             |
| Silber   | –                  | 2. Platz                                                         |
| Bronze   | –                  | 3. Platz                                                         |
| Grün     | –                  | Platzierung in den Punkten                                       |
| Blau     | –                  | Klassifiziert außerhalb der Punkteränge                          |
| Violett  | DNF                | Rennen nicht beendet (did not finish)                            |
| Violett  | NC                 | nicht klassifiziert (not classified)                             |
| Rot      | DNQ                | nicht qualifiziert (did not qualify)                             |
| Rot      | DNPQ               | in Vorqualifikation gescheitert (did not pre-qualify)            |
| Schwarz  | DSQ                | disqualifiziert (disqualified)                                   |
| Weiß     | DNS                | nicht am Start (did not start)                                   |
| Weiß     | WD                 | zurückgezogen (withdrawn)                                        |
| Hellblau | PO                 | nur am Training teilgenommen (practiced only)                    |
| Hellblau | TD                 | Freitags-Testfahrer (test driver)                                |
| ohne     | DNP                | nicht am Training teilgenommen (did not practice)                |
| ohne     | INJ                | verletzt oder krank (injured)                                    |
| ohne     | EX                 | ausgeschlossen (excluded)                                        |
| ohne     | DNA                | nicht erschienen (did not arrive)                                |
| ohne     | C                  | Rennen abgesagt (cancelled)                                      |
| ohne     | keine WM-Teilnahme |                                                                  |
| sonstige | P/fett             | Pole-Position                                                    |
| sonstige | 1/2/3/4/5/6/7/8    | Punktplatzierung im Sprint-/Qualifikationsrennen                 |
| sonstige | SR/kursiv          | Schnellste Rennrunde                                             |
| sonstige | *                  | nicht im Ziel, aufgrund der zurückgelegten Distanz aber gewertet |
| sonstige | ()                 | Streichresultate                                                 |
| sonstige | unterstrichen      | Führender in der Gesamtwertung                                   |

### Sebring-Ergebnisse
| Jahr | Team        | Fahrzeug     | Teamkollege | Platzierung | Ausfallgrund |
| ---- | ----------- | ------------ | ----------- | ----------- | ------------ |
| 1955 | Bill Murphy | Kurtis Kraft | Bill Murphy | Rang 19     |              |

### Einzelergebnisse in der Sportwagen-Weltmeisterschaft
| Saison | Team        | Rennwagen    | 1   | 2   | 3   | 4   | 5   | 6   |
| ------ | ----------- | ------------ | --- | --- | --- | --- | --- | --- |
| 1955   | Bill Murphy | Kurtis Kraft | BUA | SEB | MIM | LEM | RTT | TAR |
| 1955   | Bill Murphy | Kurtis Kraft | 19  |     |     |     |     |     |